# Salacia madagascariensis
Salacia madagascariensis är en benvedsväxtart. Salacia madagascariensis ingår i släktet Salacia och familjen Celastraceae.

## Underarter
Arten delas in i följande underarter:
- S. m. brevipes
- S. m. obovata
- S. m. dentata
- S. m. madagascariensis
- S. m. sambiranensis
- S. m. trigonocarpa